# Welch (West Virginia)
Welch is een plaats (city) in de Amerikaanse staat West Virginia, en valt bestuurlijk gezien onder McDowell County.

## Demografie
Bij de volkstelling in 2000 werd het aantal inwoners vastgesteld op 2683.
In 2006 is het aantal inwoners door het United States Census Bureau geschat op 2327, een daling van 356 (-13,3%). In 2023 werd het inwonersaantal geschat op 3414.

## Geografie
Volgens het United States Census Bureau beslaat de plaats een oppervlakte van
8,5 km², geheel bestaande uit land. Welch ligt op ongeveer 421 m boven zeeniveau.

## Plaatsen in de nabije omgeving
De onderstaande figuur toont nabijgelegen plaatsen in een straal van 16 km rond Welch.

## Geboren
- Frank Sampedro (1949), gitarist
- Judie Aronson (1955), actrice
- Steve Harvey (1957), presentator/ komiek